# Čičarovce
Čičarovce – wieś (obec) na Słowacji położona w kraju koszyckim, w powiecie Michalovce. Pierwsze wzmianki o miejscowości pochodzą z roku 1263. 
Według danych z dnia 31 grudnia 2012, wieś zamieszkiwały 903 osoby, w tym 455 kobiet i 448 mężczyzn.
W 2001 roku rozkład populacji względem narodowości i przynależności etnicznej wyglądał następująco:
- Słowacy – 6,29%
- Czesi – 0,12%
- Węgrzy – 93,59%

Ze względu na wyznawaną religię struktura mieszkańców kształtowała się w 2001 roku następująco:
- Katolicy rzymscy – 32,65%
- Grekokatolicy – 27,69%
- Ewangelicy – 0%[a]
- Prawosławni – %
- Husyci – %
- Ateiści – 0,12%
- Przedstawiciele innych wyznań – %
- Nie podano – %